# William Harbord (2e baron Suffield)
William Assheton Harbord, 2e baron Suffield (21 août 1766 - 1er août 1821), est député de Ludgershall (1790-1796) et de Plympton Erle (7 février 1807 - 4 février 1810). Il est lieutenant-colonel commandant des Norfolk Fencibles (1794), des Blickling Rifle Volunteers (1803) et du East Norfolk Regiment of Militi (1808) . Il est un joueur de cricket amateur anglais .

## Biographie
Il est principalement associé au club de cricket Marylebone (MCC) et fait trois apparitions connues lors de matches de cricket de première classe au cours de la saison 1791 .
Il succède à son père, Harbord Harbord (1er baron Suffield), en tant que baron Suffield en février 1810. Il épouse Caroline Hobart, fille de John Hobart (2e comte de Buckinghamshire), mais il n'a pas d'enfants. À sa mort, son titre passe à son frère Edward Harbord (3e baron Suffield).
Il joue un rôle intermittent dans la vie politique, étant considéré comme un partisan fort, sinon vocal, de William Pitt le Jeune et, plus tard, de Spencer Perceval. Bien qu'il ait des liens familiaux forts avec Robert Stewart (vicomte Castlereagh), qui a épousé la sœur de Caroline, Lady Amelia Hobart, les deux hommes ne sont pas proches politiquement. Il s'oppose à l'abolition de la traite négrière en 1807.